# 当代东方
当代东方投资股份有限公司（老三板：400147，简称：当代3；深交所除牌前：000673，简称：当代退），简称当代东方，是中华人民共和国的一家影视公司。该公司的前身为大同水泥，2010年厦门当代集团董事长王春芳收购大同水泥股份后取得实际控制权，2013年更名为“当代东方”并向影视业务转型。当代东方曾与厦华电子、国旅联合同属于“厦门当代系”。此后当代东方因经营不善连年亏损，于2022年6月摘牌，后于同年8月被破产重整。

## 历史

### 前身
当代东方的前身为大同水泥，1997年1月24日在深圳证券交易所上市。2003年，因经营不善，发生借款合同纠纷，大同水泥集团所持大同水泥1.22亿股被司法冻结并进行拍卖。大同水泥自1997年上市以来，公司每年净利润均未超过5000万元。2005年至2010年基本是两年亏损，第三年扭亏的状况。
2010年12月27日，山西省高级人民法院裁定，大同水泥集团所持大同水泥29.99%股权转移至厦门当代置业集团有限公司名下，厦门当代成为控股股东，实现借壳上市。厦门当代由王书同、王春芳父子二人控制。王春芳当时任当代置业董事长兼总经理。2010年，因公司实现净利润576万元，深交所于2011年6月22日起撤销公司股票退市风险警示，股票简称由“*ST当代”变更为“ST当代”。翌年，因硅酸盐水泥及水泥熟料自2008年8月起全面停产，公司净利润亏损2397万元。当代东方为此调整了经营范围，并不断拓展新业务。2012年年报显示，公司经营范围增加了影视节目制作、发行，广告策划、代理、制作、发布，影视设备租赁等业务。彼时公司的投资重点计划仍在地产项目，且具体转型方向并不明晰，几乎是一家空壳公司。

### 转型影视
2013年，公司更名为“当代东方”，并将投资重点转向文化产业。当年主要推进高清数字节目内容的市场营销工作，主要业务在辽宁、福建、河北等地，全年实现净利润226万元。2014年，当代东方收购盟将威影视，收购金额为11亿元人民币。完成收购后，盟将威的业绩贡献迅速成为公司的主要利润来源。不过当代东方的收购引发争议，原因是没有通过股份锁定、任职期限锁定等将其创始人与上市公司捆绑。另外，盟将威并没有核心的主创团队，而是一个以从事影视作品的摄制、代理、发行业务为主的公司。同年，当代东方宣布启动定向增发，拟以每股10.80元的价格发行股份，募资不超过25亿元，资金拟用于收购东阳盟将威影视100%股权等项目。其中，以南方资本和宁波银行牵头的定向增发专项资产管理计划共有20名委托人，包括吴秀波、苏芒、唐季礼等。之后上述定增历经修订，最终于2015年6月完成，南方资本以5.5亿元完成认购。2016年，当代东方以资本公积金向全体股东每10股转增10股，南方资本持股总数增至1.02亿股。另外当代东方先后收购中广院线、华彩天地、珠江影业、威丽斯影院的股权，从而进入电影院线事业。
2016年12月，当代东方宣布与河北广播电视台战略合作，与河北台下属企业冀广天润、河北文广传媒共同成立河北卫视传媒有限公司，全权负责河北卫视除新闻以外所有节目的制作和广告运营。此后河北卫视表示，《四大名著》《曹操》，以及盟将威影视出品的《搜索连》《军师联盟》等都将在河北卫视播出，但最终落地的项目较少，主要原因是河北卫视的影响力低于一线卫视，且自身无法承载大投资的作品。2017年12月，该公司又与云南广播电视台合作，云南卫视电视剧采购、广告经营代理等权利独家委托给当代东方。
2017年，当代东方宣布拟以不超过25.5亿收购永乐影视100%股权，不过两者的捆绑引发争议，深交所曾就当代东方下发问询函，导致收购未果。而永乐影视的控股股东所持股权也已被杭州市拱墅法院司法冻结。2018年，当代东方计划以2亿收购影视特效公司首汇焦点100%股权。但在2019年，当代东方宣布终止两项收购。
2018年7月，当代东方宣布控股股东王春芳拟将不超过29.99%股份转让予山东高速，但此后不了了之。2021年，王春芳主动放弃当代东方股权托管，改由王春芳之妹王玲玲托管股权。

### 经营危机
2018年后，当代东方业绩出现断崖式下滑。2018年至2019年，当代东方累计亏损22亿元。2020年前三季度，公司仍亏损8749.74万元。与此同时，并购后遗症、债务问题等也开始显现，主要股东吴秀波被列为劣迹艺人，旗下盟将威影视的核心人物徐佳暄出走，加上控股股东所持股权被冻结，以及与公司相关的关系链频频出现法律纠纷，导致公司经营陷入危机。2020年4月，由于公司因2018年、2019年两个会计年度经审计的净利润连续为负值，且2019年度经审计的期末净资产为负值，深交所对公司股票交易实行“退市风险警示”处理，简称由“当代东方”变更为“*ST当代”。
2021年1月4日，当代东方旗下全资子公司盟将威影视拟以不低于1.6亿的价格，将其所持有的河北当代100%的股权转让给井冈山市星斗企业管理咨询中心。有消息指，河北当代股权被出售，意味着当代东方有意放弃河北卫视的运营权。
2022年4月30日，当代东方2021年年度报告显示，财务会计报告被会计师事务所出具了无法表示意见的审计报告。依照深交所规定，当代东方终止上市，自6月13日起进入退市整理期。6月15日，基于当代东方定向增发专项资产管理计划的存续期限及投资退出计划，南方资本拟将其持有的公司9393.81万股股份（占公司总股本的11.90%）转让给崔波。上述交易完成后，南方资本将不再持有当代东方股份，减持所持股票回收资金仅为7568万元。
2022年7月4日，当代东方从深交所摘牌。8月9日，当代东方被福建省厦门市中级人民法院申请破产重整。截至2022年8月，该公司累计被法院执行标的近4亿元。

## 业务
当代东方业务以影视为主，旗下公司投资出品的作品有《大军师司马懿》、 《热血长安》、《北京遇上西雅图》、《因法之名》、《搜索连》等，同时与1905电影网合作，设立“1905互动科技有限公司”，拥有《来自星星的你》《环太平洋》《饥饿游戏》等大量IP授权。公司亦曾拥有自营影院数量32家，屏幕209块。